# 式場隆三郎
式場 隆三郎（しきば りゅうざぶろう、1898年7月2日 - 1965年11月21日）は、新潟県中蒲原郡生まれの日本の精神科医。専門は精神病理学。医学博士（新潟医科大学・1929年）。千葉県市川市名誉市民。第3代日本ハンドボール協会会長。

## 略歴
1898年（明治31年）7月2日新潟県中蒲原郡五泉町（現五泉市）生まれ。新潟医学専門学校（現在の新潟大学医学部）卒業。
1929年（昭和4年）医学博士(新潟医科大学)。静岡脳病院院長などを経て、1936年（昭和11年）千葉県市川市国府台に精神病院である式場病院設立。
1965年（昭和40年）11月藍綬褒章授与。11月21日胃がんのため順天堂大学病院にて死去。27日青山斎場にて葬儀。正五位勲三等旭日中綬章を追贈。

## 人物
早くから雑誌「ホトトギス」などを愛読し、文芸の世界に憧れ「白樺派」の作家たちや柳宗悦、民藝運動にかかわる人たち、バーナード・リーチなどと親交を持つ。文芸や芸術創造活動と人の精神的な問題とのかかわりに関心を持った。精神科医としてはゴッホに関心を寄せその方面での著作も多い。また渡辺金蔵によって東京深川に建てられた怪建築「二笑亭」についての記録「二笑亭綺譚」を遺したのも彼の業績の一つである。
1946年（昭和21年）2月6日、岡村二一、熊谷寛らとともに東京タイムズを創刊。代表社員兼主筆となる。後に、代表取締役、社長、会長として10年間実務に携わる。
裸の大将こと山下清については、1936年（昭和11年）に八幡学園の顧問医に就任したころから知っていたと思われるが、とくに戦後になってからその才能に注目し、積極的に後援した。1955年（昭和30年）「東京タイムズ」に山下清の放浪記を掲載、翌1956年には東京大丸で「山下清全作品展」の開催を手がけるなど、彼を世間に広く紹介した。このことは障害児教育に多大な影響を及ぼした。
三島由紀夫も、下記の式場による評伝を読んでおり、式場宛の書簡で、自作『仮面の告白』が、モデルの修正や二人の人物の一人物への融合などを除いては、「自身の体験から出た事実の忠実な縷述」だと述べ、性的不能に悩んでいたことを告白している。また『サド侯爵夫人』、『夜の向日葵』はいずれも式場の著作から題名を借用している。
また第二次世界大戦後の1946年に日本ハンドボール協会が復活設立された際には協会会長（通算第3代）に就任し、9期19年に亘って会長を務めて競技発展に力を尽くした人物でもある。

## 家族
- 父の式場幸平は師範学校出の教員[11][12]。
- 弟の式場俊三は編集者（1912年-2004年）。『文学界』の編集にあたり、のち文藝春秋社に入り、満洲文藝春秋社をへて戦後、永井龍男らと日比谷出版社を興したのち文藝春秋新社に戻る[13]。日比谷出版社は永井隆の『長崎の鐘』を出版。隆三郎もこれら永井の著作の出版に関わる[14]。
- 甥の式場壮吉はレーシングドライバー。
- 叔父の式場益平は歌人。
- 長女の式場美香子（1924年生）は翻訳家。二番目の夫は鈴木大拙の養子・鈴木勝_(作詞家)で、勝にとって三番目の妻（のち離婚）。文化学院出身。英語とフランス語に堪能で、エレノア・ボイキンの『どうぞこういう風に : エチケットの事典』の翻訳のほか、婦人雑誌でマナー記事を執筆した[15][16]。
- 長男の式場聰（1926年生）は精神科医[17]。

## 著作（一部）
- フアン・ホツホの生涯と精神病 聚楽社（上・下、1932）
- 印象派画家の手紙　耕進社（ポオル・ガツシエ 編、1935）、訳著
- 文学的診療簿 人文書院（1935）
- 自然療法 人文書院（1938）
- 二笑亭綺譚　昭森社（1939） NDLJP:1222225
たびたび再版されている。
  - 三笠新書（1956） NDLJP:1343346
  - 今野書房（1965） NDLJP:12417389
  - 求龍堂（1990） NDLJP:13266019
  - ちくま文庫（1993） NDLJP:13274316
  - 中西出版（2020、木村荘八挿絵） ISBN 978-4891153755
- ロートレック　生涯と藝術（二見書房、1942、日本書房、1959）
- サド侯爵夫人（昭和書房、1947、鱒書房、1956）。新版「サド侯爵夫人とその夫」書肆心水（2020）
- ゴッホの手紙（全4巻、創藝社「近代文庫」、1951-52）、書簡集訳を軸にした編著
  - 炎の画家ゴッホ　ノーベル書房（全4巻、式場隆三郎選集、1981）
- ヴァン・ゴッホ（編著、新潮社、1954）
- 山下清画集（編著、新潮社、1955）、新版・ノーベル書房（1981）。多数の編著を刊
- 美術の招待状　愛と苦悩の浪漫画家たち （文化開発社、1978）
- 式場隆三郎集（現代知性全集、1961）
  - 復刻・日本人の知性17　式場隆三郎（学術出版会、2010）
- 民芸の意味　道具・衣食住・地方性（書肆心水、2020）
- 琉球の文化（復刻・榕樹書林、1995）。編著で、柳宗悦・島袋全発 他が執筆
- 式場博士の脳力集中・休養法12講 角川書店（新書判、2004）。ISBN 9784047041769
- 四十からの無病生活法。實業之日本社。初版1937年1月、第14版1937年3月

## 関連人物
- 式場壮吉
- 吉田璋也
- 永井隆
- 山下清
- 三島由紀夫
- 芹沢銈介 - 著作装幀を多く行う